# Arabia (fille de Justin II)
Arabia ou Arabie (en grec : Ἀραβία) est la seule fille connue de l'union entre l'empereur byzantin Justin II (565-578) et de l'impératrice Sophie.

## Patronyme

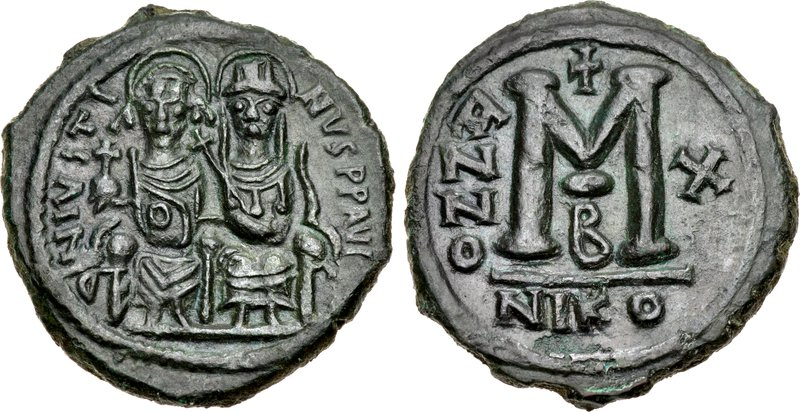
Follis représentant Justin II et Sophie, les parents d'Arabia.

Régulièrement mentionnée dans les sources, Arabia n'est connue par son nom que dans le Patria de Constantinople. De ce fait, certains historiens, comme Cyril Mango, s'interrogent sur la fiabilité de ce nom qui lui est attribué.
L'historien Irfan Shahîd, spécialisé dans les relations entre les Byzantins et les Arabes avant l'expansion de l'Islam, souligne qu'Arabia est un patronyme peu fréquent. Elle pourrait avoir été ainsi appelée par sa grande-tante, Théodora, en signe de gratitude envers le phylarque arabe Aréthas, avec qui elle a de bonnes relations. Par ailleurs, elle est connue pour sa sympathie envers le monophysisme, souvent professé par les Arabes de confession chrétienne. L'éloge de Corippe en faveur de Justin II, sans mentionner son nom, indique qu'il déroge aux conventions traditionnelles et qu'il est étranger à ce qu'ont l'habitude d'entendre ses contemporains.
Ce choix est d'autant plus surprenant que les Arabes, bien qu'alliés pour certains aux Byzantins, sont considérés comme des Barbares, même si les ennemis de l'Empire sont plutôt qualifiés de « Sarrasins ». Ainsi, d'autres impératrices aux noms à consonance étrangère ou loin des canons impériaux, ont généralement changé de patronyme. C'est le cas d'Eudoxie, épouse de Théodose II ou d'Ino Anastasia, épouse de Tibère II Constantin.
Shahîd soutient l'hypothèse du lien avec Théodora en conjecturant sur sa date de naissance. Corippe mentionne qu'Arabia est déjà mariée quand son père arrive sur le trône en 565. Elle aurait donc déjà une vingtaine d'années et serait bien née avant la mort de Théodora,.

## Biographie
Les sources sont avares d'informations sur Arabia. Elle est mariée à Baduaire, avec qui elle a au moins une fille, Firmina, qui n'est connue que par une inscription de 564. Celle-ci est assez mystérieuse et contient le terme grec γενημένη, qui peut se traduire par « fille de ». Toutefois, une autre lecture peut faire apparaître le terme γενόμενη, qui signifie lui « qui devint ». Dans ce cas, Cyril Mango le traduit par « Firmina, qui devint la nourrice d'Arabia ».
Arabia est mentionnée dans un poème de Corippe. Dans celui-ci, elle prie avec sa mère le 14 novembre 565 : « À ses côtés sacrés marchait sa fille radieuse,
qui, de sa propre lumière, éclipsait la pleine lune.
Égale à sa mère en stature,
pareille en éclat et beauté,
ses joues de neige rivalisaient de grâce.
Ses yeux, comme ceux de sa mère,
étaient des flammes vives brûlant d’un feu céleste ».
Elle est représentée sur un monument de Constantinople, le Milion et une statue d'elle est érigée sur le port de Sophia.
En 578, quand Tibère II Constantin succède à Justin, Arabia semble être veuve car sa mère envisage un temps qu'elle se remarie avec Tibère, sans succès.
Elle a un frère, du nom de Justus, mort avant 565.

## Postérité religieuse
Une hagiographie de Siméon Stylite le Jeune affirme qu'Arabia souffre de possession démoniaque lors du règne de son père. Elle en aurait été guérie par Siméon lui-même. Une légende similaire fait de Saint Timothée de Proconnèse le guérisseur d'une fille possédée de l'empereur Justinien. C'est en cet honneur que l'impératrice Théodora aurait fait ériger un monastère sur l'île.

## Sources
- (en) John R. Martindale, A. H. M. Jones et John Morris, The Prosopography of the Later Roman Empire : Volume III, AD 527–641, Cambridge (GB), Cambridge University Press, 1992, 1575 p. (ISBN 0-521-20160-8).
- (en) Irfan Shahîd, Byzantium and the Arabs in the sixth century, Volume 1, Washington, DC, Dumbarton Oaks, 1995 (ISBN 978-0-88402-214-5, lire en ligne).